# Synkretyzm w literaturze
Synkretyzm w literaturze – zjawisko występowania w utworach literackich elementów typowych dla różnych rodzajów literackich lub gatunków literackich (wówczas mówi się o synkretyzmie rodzajowym lub gatunkowym).
Przykładem utworu synkretycznego jest dramat romantyczny Dziady Adama Mickiewicza. Zawiera w sobie elementy bajki (bajka Goreckiego opowiadana przez Żegotę w części III), pieśni, hymnu i modlitwy (synkretyzm gatunkowy). W Panu Tadeuszu, zaś, widać synkretyzm rodzajowy: wierszowana forma typowa dla liryki i bohaterowie oraz dość rozbudowana fabuła jako elementy epickie.